# Uñas (Huancayo)
Uñas es un barrio perteneciente a la ciudad de Huancayo. Está localizado en el valle periurbano del río Shullcas en la sierra central del Perú, cerca de la cordillera del Huaytapallana e integrado al Valle del Mantaro. Junto al barrio de Palián y parte del barrio de Chorrillos conforman el sector CF, cuyos nombres más comunes son Palián o Palián-Uñas. Su población es de 2122 habitantes aproximadamente conforme a proyecciones del INEI.

## Etimología
Su nombre deriva de un préstamo lingüístico quechua-español, en el cual la palabra quechua uña, se pluraliza de la manera en la que una palabra del español lo haría (añadiendo la -s). Esta pluralización responde al proceso de castellanización en los Andes centrales.

## Historia
De acuerdo con lo mencionado por Poma y Dávila (2014), la comunidad paraje de Uñas existía ya desde 1822 y se encontraba a una legua de Huancayo. En esta localidad, vivía un indígena llamado Poma cuya tarea era el pastoreo de 350 cabezas de ganado menor.
Durante la guerra Perú-Chile, fue precisa la ocupación de haciendas por parte de guerrillas indígenas y, después de la guerra, entre abril y mayo de 1889, estos indígenas, que estaban organizados en comunidades, reciben un fallo a favor para la ocupación de estas haciendas. Resaltan los casos de Putaca, Chongos Alto, Uñas y Chupaca, donde el decreto en mención le daba completo respaldo a la comunidad de Uñas en su posesión de las tierras de Andabamba, fundo de Vilcacoto.
Según la versión de los testigos los pueblos de Vilcacoto, Uñas y Palián, con el fin de obtener el reconocimiento como una comunidad indígena, se agruparon; no obstante, debido a la lejanía de la sede de la agrupación y el centro educativo, ubicados Palián, respecto a las otras comunas, la unión fue pasajera y los pueblos se independizaron. Este hecho resulta importante pues da cuenta de uno de los primeros movimientos sociales ocurridos entre las tres localidades.
Uñas, en un inicio no controlaba las tierras ubicadas en la zona baja, lugar donde, actualmente, se encuentran ubicados el parque la capilla y la casa comunal; sino controlaban tierras ubicadas en Andabamba, Pachapampa y Lumihualcana. Las tierras bajas fueron obtenidas debido a la indemnización que recibieron por parte del gobierno a causa de la apropiación de puquiales que proveen de agua a la ciudad de Huancayo. Esta transacción puede ser constatada con el contrato compra-venta otorgado por Espíritu Sanabria Canchumuni a favor de la comunidad de Uñas, suscrito ante el notario público y de hacienda Dr. José Toribio Pacheco B. fechado en la ciudad de Lima el 2 de febrero de 1944.

## Comunidad campesina, anexo y empresa comunal
Comunidad campesina de Uñas:
De acuerdo a la Ley General de Comunidades Campesinas - Ley n. 24656 y al estatuto comunal de la comunidad campesina de Uñas (2006), la comunidad campesina de Uñas tiene existencia legal reconocida por el estado y, por ende, su patrimonio mueble e inmueble es inajenable.
Anexo de Uñas
El diccionario panhispánico de dudas (2005) define a un anexo, en su primera acepción, como un: "adjetivo que, referido a espacios o dependencias y a escritos o documentos, significa ‘unido o agregado’; y, referido a otras cosas, casi siempre inmateriales, ‘vinculado o aparejado’. Normalmente va seguido de un complemento introducido por a, que puede omitirse por consabido". Obedeciendo a esta definición, se denomina anexo, en el ámbito territorial, a cualquier espacio que, por su cercanía a una zona urbana importante, se integra a esta.
En este caso, Uñas debido a su proximidad respecto del centro de la ciudad de Huancayo, es administrado por este municipio.
Empresa comunal de Uñas:
Las empresas comunales son asociaciones de socios-comuneros que gozan de voz y voto respecto a sus bienes y capitales, por lo cual tienen derecho a un porcentaje de las utilidades producidas, las cuales son repartidas cada cierto tiempo.
En el caso de la comunidad de Uñas, esta ha experimentado un proceso de conurbación con la ciudad de Huancayo. Dicho proceso ha provocado un proceso de aceleración urbana en los alrededores de la comunidad, por ello, mediante una asamblea comunal, llevada a cabo a inicios de 2009, la mayoría optó por crear la empresa comunal de Uñas, a la cual traspasaría todos los bienes y propiedades comunales; asimismo, los comuneros pasarían a ser socios de esta empresa.
Sin embargo, pese a que se haya registrado en SUNARP, con intermediación notarial, en opinión de algunos expertos, este procedimiento no es totalmente legal, debido, en parte, a la falta de especificación y coherencia en la legislación vigente sobre tierras y propiedad comunal.

## Centros Educativos
NACIONALES
• I.E. "Los Andes"  
• I.E. M.Y.E.P. "Pedro Rosel Diaz Huamán".
• I.E. N° 369 "Manitos Mágicas".